# Оле Мартін Орст
Оле Мартін Орст (норв. Ole Martin Årst, нар. 19 липня 1974, Берген) — норвезький футболіст, що грав на позиції нападника.
Виступав, зокрема, за клуби «Стандард» (Льєж) та «Тромсе», а також національну збірну Норвегії.
Володар Кубка Норвегії. 

## Клубна кар'єра
У дорослому футболі дебютував 1992 року виступами за команду клубу «Скарп», в якій провів один сезон. 
Згодом з 1993 по 2000 рік грав у складі команд клубів «М'єльбю», «Скарп», «Тромсе», «Согндал», «Тромсе», «Андерлехт» та «Гент». Протягом цих років виборов титул володаря Кубка Норвегії.
Своєю грою за останню команду привернув увагу представників тренерського штабу клубу «Стандард» (Льєж), до складу якого приєднався 2000 року. Відіграв за команду з Льєжа наступні три сезони своєї ігрової кар'єри. Більшість часу, проведеного у складі «Стандарда», був основним гравцем атакувальної ланки команди. У складі «Стандарда» був одним з головних бомбардирів команди, маючи середню результативність на рівні 0,55 голу за гру першості.
2003 року повернувся до клубу «Тромсе». Цього разу провів у складі його команди чотири сезони.  Граючи у складі «Тромсе» також здебільшого виходив на поле в основному складі команди. В новому клубі був серед найкращих голеодорів, відзначаючись забитим голом в середньому щонайменше у кожній третій грі чемпіонату.
Протягом 2007—2011 років захищав кольори команди клубу «Старт» (Крістіансанн).
Завершив професійну ігрову кар'єру у клубі «Тромсе», у складі якого вже виступав раніше. Прийшов до команди 2012 року, захищав її кольори до припинення виступів на професійному рівні у 2012.

## Виступи за збірні
1995 року залучався до складу молодіжної збірної Норвегії. На молодіжному рівні зіграв у 5 офіційних матчах, забив 1 гол.
2000 року дебютував в офіційних матчах у складі національної збірної Норвегії. Протягом кар'єри у національній команді, яка тривала 8 років, провів у формі головної команди країни 22 матчі, забивши 2 голи.
| Дата       | Місто         | Господарі | Результат | Гості          | Турнір            | Голи | Примітки |
| ---------- | ------------- | --------- | --------- | -------------- | ----------------- | ---- | -------- |
| 31/01/2000 | Ла-Манга      | Ісландія  | 0 – 0     | Норвегія       | товариський матч  | -    |          |
| 04/02/2000 | Ла-Манга      | Швеція    | 1 – 1     | Норвегія       | товариський матч  | -    |          |
| 18/08/2000 | Осло          | Норвегія  | 2 – 2     | Бельгія        | товариський матч  | -    |          |
| 22/01/2004 | Ель-Кувейт    | Кувейт    | 1 – 1     | Норвегія       | товариський матч  | -    |          |
| 25/01/2005 | Ріффа         | Бахрейн   | 0 – 1     | Норвегія       | товариський матч  | -    |          |
| 20/04/2005 | Таллінн       | Естонія   | 1 – 2     | Норвегія       | товариський матч  | -    |          |
| 24/05/2005 | Осло          | Норвегія  | 1 – 0     | Коста-Рика     | товариський матч  | -    |          |
| 08/06/2005 | Стокгольм     | Швеція    | 3 – 2     | Норвегія       | товариський матч  | -    |          |
| 17/08/2005 | Осло          | Норвегія  | 0 – 2     | Швейцарія      | товариський матч  | -    |          |
| 03/09/2005 | Цельє         | Словенія  | 2 – 3     | Норвегія       | Відбір до ЧС 2006 | -    |          |
| 07/09/2005 | Осло          | Норвегія  | 1 – 2     | Шотландія      | Відбір до ЧС 2006 | 1    |          |
| 12/11/2005 | Осло          | Норвегія  | 0 – 1     | Чехія          | Відбір до ЧС 2006 | -    |          |
| 16/11/2005 | Прага         | Чехія     | 1 – 0     | Норвегія       | Відбір до ЧС 2006 | -    |          |
| 25/01/2006 | Сан-Франциско | Мексика   | 2 – 1     | Норвегія       | товариський матч  | 1    |          |
| 29/01/2006 | Лос-Анджелес  | США       | 5 – 0     | Норвегія       | товариський матч  | -    |          |
| 01/03/2006 | Дакар         | Сенегал   | 2 – 1     | Норвегія       | товариський матч  | -    |          |
| 24/05/2006 | Осло          | Норвегія  | 2 – 2     | Парагвай       | товариський матч  | -    |          |
| 01/06/2006 | Осло          | Норвегія  | 0 – 0     | Південна Корея | товариський матч  | -    |          |
| 16/08/2006 | Осло          | Норвегія  | 1 – 1     | Бразилія       | товариський матч  | -    |          |
| 07/10/2006 | Афіни         | Греція    | 1 – 0     | Норвегія       | Відбір до ЧЄ 2008 | -    |          |
| 15/11/2006 | Белград       | Сербія    | 1 – 1     | Норвегія       | товариський матч  | -    |          |
| 07/02/2007 | Рієка         | Хорватія  | 2 – 1     | Норвегія       | товариський матч  | -    |          |
| Усього     |               | Матчів    | 22        |                | Голів             | 2    |          |

## Титули і досягнення

### Командні
- Володар Кубка Норвегії (1):

«Тромсе»: 1996

### Особисті
- Найкращий бомбардир чемпіонату Бельгії (1):

1999-2000 (30)
- Найкращий бомбардир чемпіонату Норвегії (1):

2005 (16)